# クライナ
クライナ (Krajina, Kraina, Крајина, Країна, Крайна 等) は、「辺境」を意味するスラヴ語である。スラヴ語圏各地に「クライナ」と呼ばれる地域がある。
南スラヴ語 (Krajina) では、国境地帯や軍事的な境界線を意味するようになった。しかしポーランド語 (Kraina) など他のスラヴ語ではそうではない。
チェコスロバキアでは第一～第三共和国時代に用いられた最上級行政区画「州」のうち、スロバキア州に"Krajina"が用いられた（Slovenská krajina）。また現代スロバキア語ではドイツ語圏の「州」（Land）の訳語として用いられている。

## 他の語形
- ウクライナ (Україна; Ukrayina)
- クライ (Kraj, край) - 各国の行政区画。チェコ、スロバキアの県。ロシアの地方。